# 武平一
武平一（7世纪？—8世纪？），名甄，字平一，以字行，唐代诗人、作家。武则天族人，颍川郡王武载德之子，武元衡、武儒衡的祖父。据《新唐书》记载，武平一博学多才，通晓《春秋》，善于文章。

## 生平
武后当权时，下诏让他入仕，但武平一怕卷入是非而遭祸一直不敢去，隐居在嵩山修浮屠法。中宗神龍革命復辟后，武平一虽仍在服母丧，但仍被诏令为起居舍人，景龙二年（708年）兼修文馆直学士，因博学通古而被中宗喜欢，不久又担任考功员外郎。
武平一对武氏一族卷入宫廷内外的争斗十分担忧，景龙二年他上书请求抑损自家（即武家）的权宠，但中宗没有答应。景龙三年九月，面对“太平公主、安乐公主各树朋党，更相谮毁”的混乱局面，中宗问策于他，武平一谏道“宜深加诲谕，斥逐奸险”“抑慈存严，示以知禁，无令积恶”，中宗感念他的忠切，赏赐于他，但仍未依言而行。
唐玄宗登基后不久，武平一被贬为苏州参军，后又任金坛縣令。虽然被贬，但武平一“既谪而名不衰”，当时王湾、祖咏、储光羲等诗人游历吴地，均留诗相赠。

## 家庭
- 第三子武就（713年－790年），字廣成，官至中散大夫
  - 長子武譚，故夫人隴西李氏所生，官至金壇令

## 所存作品
- 《全唐诗》一卷（卷一百二）15首
- 《全唐文》一卷（卷二百六十八）6篇
- 《景龙文馆记》
- 《徐氏法書記》

## 延伸阅读
[在维基数据编辑]
 在维基文库阅读此作者作品
 《新唐書·卷119》，出自《新唐書》

## 外部参考
- 《新唐书·列传第四十四》
- 《资治通鉴·卷第二百九·景龙三年条》
- 《全唐文·卷500》權德輿《故中散大夫殿中侍御史潤州司馬贈吏部尚書沛國武公神道碑銘（並序）》